# CME Group
CME Group Inc. (Chicago Mercantile Exchange y Chicago Board of Trade) es una compañía estadounidense de mercados financieros que opera una bolsa de opciones y futuros. Posee y opera grandes mercados de futuros y de derivados en Chicago, Nueva York, e instalaciones de cambio en Londres, utilizando plataformas de negociación en línea. También es propietaria de los índices bursátiles y financieros del Dow Jones, y del CME Clearing Services, que proporciona liquidación y compensación de intercambios comerciales. Los contratos de derivados negociados en bolsa incluyen futuros y opciones basados en tasas de interés, índices de acciones, divisas, energía, productos agrícolas, metales raros y preciosos, condiciones climáticas y bienes raíces. Ha sido descrito por The Economist como «El mayor mercado financiero del que nunca hayas oído hablar».
La sede corporativa mundial se encuentra en The Loop, Chicago. La corporación se formó por la fusión en 2007 del Chicago Mercantile Exchange (CME) y el Chicago Board of Trade (CBOT). El 17 de marzo de 2008, CME Group anunció que había adquirido NYMEX Holdings, Inc., la compañía matriz del New York Mercantile Exchange y el Commodity Exchange, Inc (COMEX). La adquisición se completó formalmente el 22 de agosto de 2008.
El 10 de febrero de 2010, CME anunció su compra del 90% de los Índices Dow Jones, incluido el Dow Jones Industrial Average. Los índices Dow Jones se convirtieron posteriormente en los índices S&P Dow Jones, en los que CME tiene una participación del 24,4%.
El 17 de octubre de 2012, CME anunció que estaba adquiriendo el Kansas City Board of Trade por 126 millones de dólares en efectivo. KCBOT es el lugar más importante para la venta de trigo rojo duro de invierno. La Chicago Board of Trade es la principal plataforma comercial para el trigo rojo suave de invierno.
El 17 de diciembre de 2017, CME comenzó a cotizar futuros sobre bitcoins.
|                                   |
| Chicago Mercantile Exchange (CME) |

|                               |
| Chicago Board of Trade (CBOT) |

|               |
| NYMEX y COMEX |

|                                    |
| Kansas City Board of Trade (KCBOT) |

|                                         |
| S&P Dow Jones Indices (24.4% ownership) |